# Batalla de San Pablo del Monte
La Batalla de San Pablo del Monte tuvo lugar el 5 de mayo de 1863, durante el Sitio de Puebla.

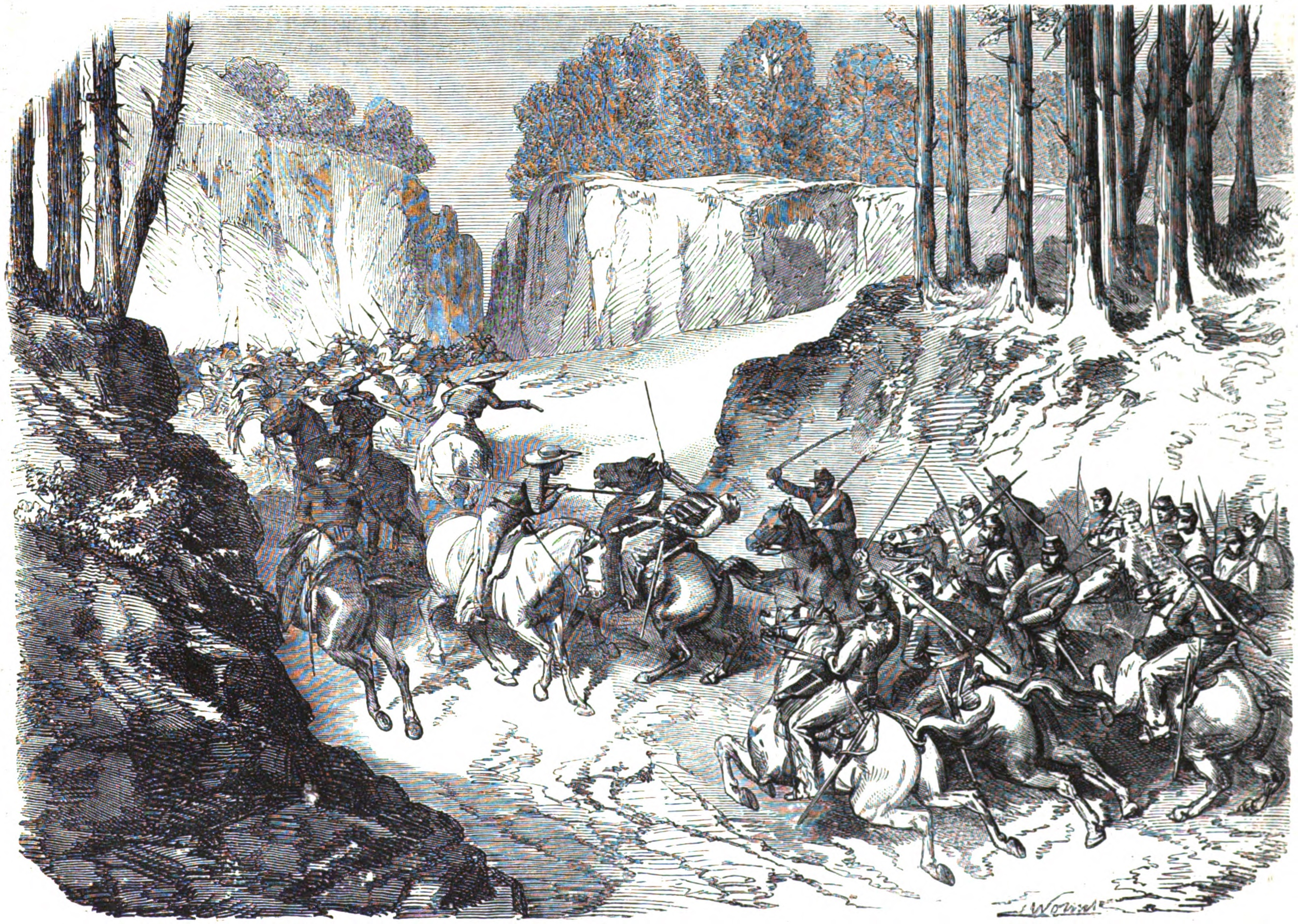
Combate de San Pablo del Monte: La muerte del comandante Aymard de Foucauld.

El 6º escuadrón del 1.er regimiento de cazadores de África comandado por el Jefe de Mando Oswald Bénigne de Montarby particularmente se hace ilustre cuando más de mil mexicanos se retiran de la batalla que se tenía perdida abandonando 30 presos y el estandarte finamente bordado del Primer regimiento de Caballería de Durango por un soldado francés. Este acto armado le valió al regimiento ser condecorado con la Legión de honor, hecho entonces único para este regimiento de caballería.